# Atractoceros xanthoprocta
Atractoceros xanthoprocta är en fjärilsart som beskrevs av Edward Meyrick 1914. Atractoceros xanthoprocta ingår i släktet Atractoceros och familjen Brachodidae. Inga underarter finns listade i Catalogue of Life.